# Kelli O'Hara
Kelli Christine O'Hara (Elk City, 16 aprile 1976) è un soprano e attrice statunitense, nota soprattutto come interprete di musical a Broadway. Per le sue acclamate interpretazioni nel teatro musicale statunitense è stata candidata otto volte al Tony Award, vincendone uno nel 2015 per The King and I. Inoltre, O'Hara ha recitato in diverse serie televisive, film e opere liriche alla Metropolitan Opera House.

## Biografia
Kelli O'Hara nacque in una famiglia irlando-americana ad Elk City, in Oklahoma, ed ha studiato alla Deer Creek High School e canto alla Oklahoma City University sotto la supervisione di Florence Birdwell. Terminati gli studi, si unì al cast del secondo tour statunitense del musical Jecky & Hyde, lo spettacolo musicale con cui debuttò a Broadway nel 2000: interpretava il ruolo minore di Kate, oltre ad essere la sostituta per la protagonista Emma. L'anno successivo recitò nel ruolo di Hattie da giovane nel primo revival di Broadway del musical di Stephen Sondheim Follies, in scena al Belasco Theatre con Blythe Danner; nel corso delle repliche rimpiazzò Erin Dilly nel ruolo di Phyllis da giovane. L'anno successivo recitò nuovamente a Broadway, questa volta nel musical Sweet Smell of Success con John Lithgow, mentre nel 2003 debuttò nell'Off Broadway con la commedia musicale My Life with Albertine. Nel 2004 interpretò Lucy Westenra nello sfortunato musical di Broadway Dracula, the Musical.
A partire dal 2003 si era unità al cast del musical di Craig Lucas ed Adam Guettel The Light in the Piazza, nelle prime messe in scena a Seattle (2003) e Chicago (2004). In queste due prime produzioni, O'Hara recitava nel ruolo minore di Franca Naccarelli, ma quando il musical fu proposto a Broadway nel 2005, il soprano rimpiazzò Celia Keenan-Bolger nel ruolo della co-protagonista Clara Johnson. Il musical fu un successo e Kelli O'Hara fu candidata all'Outer Critics Circle Award e al Tony Award alla miglior attrice non protagonista in un musical, premio che però fu vinto da Sara Ramírez per Monty Python's Spamalot.
La sua performance in Piazza lanciò la carriera di O'Hara, che nel 2006 interpretò Bebe in un revival di Broadway di The Pajama Game per cui fu candidata al Tony Award alla miglior attrice protagonista in un musical. Nel 2007 interpretò Dot e Marie nel musical Sunday in the Park with George a Los Angeles ed Eliza Doolittle in uno speciale concerto di My Fair Lady al David Geffen Hall con la New York Philharmonic e Kelsey Grammer, Charles Kimbrough, Brian Dennehy e Marni Nixon. Nel 2008 inizia una lunga e fruttuosa collaborazione artistica con il regista Bartlett Sher quando viene scelta per interpretare Nellie nel revival del Lincoln Center di South Pacific, in cui recita nuovamente accanto a Matthew Morrison, già suo collega in Piazza. Per la sua performance riceve nuovamente una nomination al Tony Award alla miglior attrice protagonista in un musical; tra il marzo 2009 e l'ottobre 2010, O'Hara si prese una pausa dalla produzione per maternità e venne temporaneamente sostituita da Laura Osnes.
Nel 2010 ha recitato nel ruolo di Ella Peterson in un breve revival di Bells Are Ringing al New York City Center Encores!, mentre l'anno successivo debutta al cinema e televisione con Sex and the City 2 e Blue Bloods, mentre nel dicembre dello stesso anno appare in una versione concertistica di She Loves Me allo Studio 54 con Josh Radnor, Jane Krakowski, Gavin Creel, Victor Garber e Rory O'Malley. Sempre nel 2011 recita in Re Lear al Public Theater, in cui interprete Regan. Dall'aprile 2012 al marzo 2013 interpreta Billie nel musical Nice Work If You Can Get It con Matthew Broderick e riceve una terza nomination al Tony Award alla miglior attrice protagonista in un musical. Sempre nel 2013 interpreta Julie Jordan in una versione semiscenica di Carousel in scena all'Avery Fisher Hall con Jessie Mueller, Robert Fairchild e Jason Danieley.
Dal gennaio al maggio 2014 è Francesca Johnson nel musical di Jason Robert Brown The Bridges of Madison County, per cui viene nuovamente candidata al Tony Award alla miglior attrice protagonista in un musical, mentre il 31 dicembre 2014 debutta alla Metropolitan Opera House di New York come Valencienne nella Vedova Allegra, con Andrew Davis alla direzione dell'orchestra, Renée Fleming, Nathan Gunn, Alek Shrader, Thomas Allen e Carson Elrod per la regia di Susan Stroman. Nel 2015 torna a collaborare con Bartlett Sher, che la dirige in un acclamato revival di The King and I al Lincoln Center, in cui interpreta Anna Leonowens accanto al re del Siam di Ken Watanabe. Per la sua interpretazione vince il Tony Award alla miglior attrice protagonista in un musical; O'Hara rimase nello show fino all'aprile 2016, quando venne rimpiazzata da Marin Mazzie. Nello stesso anno canta il ruolo di Didone in Didone ed Enea di Henry Purcell, accanto alla Maga di Victoria Clark, già sua collega in Piazza; l'opera va in scena al City Center di New York con l'Orchestra of St. Luke's. Nel 2017 entra nel cast della seconda stagione della serie televisiva Netflix Tredici, in un ruolo ricorrente, e recita nella serie The Accidental Wolf, per cui viene candidata all'Emmy Award. Nel 2018 debutta sulle scene londinesi al London Palladium, in cui torna a interpretare Ms Anna accanto a Ken Watanabe nella produzione di Sher di The King and I; per la sua interpretazione è stata candidata al Laurence Olivier Award alla migliore attrice in un musical.
Nel 2019 invece torna a Broadway in un revival di Kiss Me, Kate, in cui interpreta la protagonista Lilli Vanessi accanto a Will Chase e Corbin Bleu; per la sua performance viene ancora una volta candidata al Tony Award alla migliore attrice protagonista in un musical. Nell'estate dello stesso anno torna a recitare con Ken Watanabe in The King and I, questa volta al Theatre Orb di Tokyo. Nel 2022 interprete il ruolo ricorrente (promosso a principale nella seconda stagione) di Aurora Fane nella serie televisiva The Gilded Age e torna a cantare al Met in occasione della prima dell'opera lirica The Hours di Kevin Puts. Nel 2023 torna a recitare nell'Off-Broadway per la prima volta in vent'anni nella prima mondiale del musical di Adam Guettel Days of Wine and Rose, che torna a interpretare l'anno successivo anche a Broadway ottenendo la sua ottava candidatura al Tony Award e la sua prima vittoria all'Outer Critics Circle Award.

### Vita privata
Kelli O'Hara è sposata con Greg Naughton, figlio di James Naughton, e la coppia ha avuto due figli: Owen James (nato nel 2009) e Charlotte (nata nel 2013).

## Filmografia parziale

### Cinema
- The Dying Gaul, regia di Craig Lucas (2005)
- Sex and the City 2, regia di Michael Patrick King (2010)
- Raccontami di un giorno perfetto (All the Bright Places), regia di Brett Haley (2020)

### Televisione
- La valle dei pini - serie TV, 2 episodi (2007)
- Numb3rs - serie TV, 1 episodio (2007)
- Blue Bloods - serie TV, episodio 12x08 (2011)
- Masters of Sex - serie TV, 3 episodi (2016)
- The Good Fight - serie TV, 1 episodio (2017)
- Tredici - serie TV, dieci episodi (2018)
- The Gilded Age - serie TV (2022-in corso)

## Teatro
Musical e prosa
- Jecky & Hyde, libretto di Leslie Bricusse, colonna sonora di Frank Wildhorn, regina di Robin Phillips. Tour statunitense (1997), Plymouth Theatre di Broadway (2000)
- Show Boat, libretto di Oscar Hammerstein II, colonna sonora di Jerome Kern, regia di Wayne Bryan e Ron Gibbs. Music Theatre of Wichita di Wichita (2001)
- Follies, colonna sonora di Stephen Sondheim, libretto di James Goldstone, regia di Matthew Warchus. Belasco Theatre di Broadway (2001)
- Sweet Smell of Success: The Musical, libretto di John Guare e Craig Carnelia, colonna sonora di Marvin Hamlisch, regia di Nicholas Hytner. Martin Beck Theatre di Broadway (2002)
- Beauty, scritto e diretto da Tina Landau. La Jolla Playhouse di La Jolla (2003)
- The Light in the Piazza, libretto e regia di Craig Lucas, colonna sonora di Adam Guettel. Intimate Theatre di Seattle (2003)
- My Life with Albertine, libretto e regia di Richard Nelson, colonna sonora di Ricky Ian Gordon. Playwrights Horizon dell'Off Broadway (2003)
- The Light in the Piazza, libretto di Craig Lucas, colonna sonora di Adam Guettel, regia di Bartlett Sher. Goodman Theatre di Chicago (2004)
- Dracula, the Musical, libretto di Don Black e Christopher Hampton, colonna sonora di Frank Wildhorn, regia di Des McAnuff. Belasco Theatre di Broadway (2004)
- The Light in the Piazza, libretto di Craig Lucas, colonna sonora di Adam Guettel, regia di Bartlett Sher. Lincoln Center di Broadway (2005)
- The Pajama Game, libretto di George Abbott e Richard Bissell, musica e parole di Richard Adler e Jerry Ross, regia di Kathleen Marshall. American Airlines Theatre di Broadway (2006)
- Sunday in the Park with George, libretto di James Lapine, colonna sonora di Stephen Sondheim, regia di Jason Alexander. Freud Playhouse di Los Angeles (2007)
- South Pacific, libretto di Joshua Logan e Oscar Hammerstein II, colonna sonora di Richard Rodgers, regia di Bartlett Sher. Lincoln Center di Broadway (2008)
- Re Lear, di William Shakespeare, regia di James Macdonald. Public Theater dell'Off Broadway (2011)
- Nice Work If You Can Get It, libretto di Joe DiPietro, canzoni di George ed Ira Gershwin, regia di Kathleen Marshall. Imperial Theatre di Broadway (2012)
- Far From Heaven, libretto di Richard Greenberg e Michael Korie, colonna sonora di Scott Frankel, regia di Michael Greif. Williamstown Theatre Festival di Williamstown (2012)
- Far From Heaven, libretto di Richard Greenberg e Michael Korie, colonna sonora di Scott Frankel, regia di Michael Greif. Playwrights Horizons dell'Off Broadway (2013)
- The Bridges of Madison County, libretto di Marsha Norman, colonna sonora di Jason Robert Brown, regia di Bartlett Sher. Gerald Schoenfeld Theatre di Broadway (2014)
- The King and I, libretto di Oscar Hammerstein II, colonna sonora di Richard Rodgers, regia di Bartlett Sher. Lincoln Center di Broadway (2015)
- The King and I, libretto di Oscar Hammerstein II, colonna sonora di Richard Rodgers, regia di Bartlett Sher. London Palladium di Londra (2018), Tokyu Theatre Orb di Tokyo (2019)
- Kiss Me, Kate, libretto di Bella e Samuel Spewack, colonna sonora di Cole Porter, regia di Scott Ellis. American Airlines Theatre di Broadway (2019)
- Days of Wine and Roses, libretto di Craig Lucas, colonna sonora di Adam Guettel, regia di Michael Greif. Atlantic Theatre Company dell'Off-Broadway (2023), Studio 54 di Broadway (2024)

Produzioni concertistiche e allestimenti semiscenici
- My Fair Lady, libretto di Alan Jay Lerner, colonna sonora di Frederick Loewe, regia di James Brennan. Avery Fisher Hall di New York (2007)
- Bells Are Ringing, libretto di Betty Comden ed Adolph Green, colonna sonora di Jule Styne, regia di Kathleen Marshall. City Center Encores! di New York (2010)
- She Loves Me, libretto di Joe Masteroff e Sheldon Harnick, colonna sonora di Jerry Bock, regia di Scott Ellis. Studio 54 di New York (2011)
- Il Mikado, libretto di William Schwenck Gilbert, colonna sonora di Arthur Sullivan, regia di Ted Sperling. Carnegie Hall di New York (2012)
- Carousel, libretto di Oscar Hammerstein II, colonna sonora di Richard Rodgers, regia di John Rando. Avery Fisher Hall di New York (2013)
- The Light in the Piazza, libretto di Craig Lucas, colonna sonora di Adam Guettel, regia di Bartlett Sher. Lincoln Center di New York (2016)
- Kiss Me, Kate, libretto di Bella e Samuel Spewack, colonna sonora di Cole Porter, regia di Scott Ellis. American Airlines Theatre di Broadway (2016)
- Brigadoon, libretto di Alan Jay Lerner, colonna sonora di Frederick Loewe, regia di Christopher Wheeldon. City Center Encores! di New York (2017)
- Regtime, libretto di Terrence McNally e Lynn Ahrens, colonna sonora di Stephen Flaherty, regia di Stafford Arima. Minskoff Theatre di Broadway (2023)

## Opera
- La vedova allegra, Metropolitan Opera House (2014)
- Dido and Aeneas, City Center! (2016)
- Così fan tutte, Metropolitan Opera House (2018)
- The Hours, Metropolitan Opera House (2022)

## Discografia

### Incisioni discografiche

#### Solista
- Wonder in the World (2008)
- Always (2011)

#### Cast Recording
- Sweet Smell of Success (2002)
- My Life with Albertine (2003)
- The Light in the Piazza (2005)
- Harry on Broadway, Act I (2006)
- South Pacific (2008)
- Nice Work If You Can Get It (2012)
- The Bridges of Madison County (2014)
- The King and I (2015)
- Days of Wine and Roses (2023)
- The Hours (2024)

### DVD parziale
- The Merry Widow (Vedova Allegra) - Andrew Davis/Renée Fleming/Nathan Gunn/Kelli O'Hara/Alek Shrader/Thomas Allen/Carson Elrod/Metropolitan Opera, regia di Susan Stroman, 2015 Decca DVD e Blu-ray Disc

## Riconoscimenti
- Tony Award
  - 2005 – Candidatura per la miglior attrice non protagonista in un musical per The Light in the Piazza
  - 2006 – Candidatura per la miglior attrice protagonista in un musical per The Pajama Game
  - 2008 – Candidatura per la miglior attrice protagonista in un musical per South Pacific
  - 2012 – Candidatura per la miglior attrice protagonista in un musical per Nice Work If You Can Get It
  - 2014 – Candidatura per la miglior attrice protagonista in un musical per The Bridges of Madison County
  - 2015 – Miglior attrice protagonista in un musical per The King and I
  - 2019 – Candidatura per la miglior attrice protagonista in un musical per Kiss Me, Kate
  - 2024 – Candidatura per la miglior attrice protagonista in un musical per Days of Wine and Rose
- Drama Desk Award
  - 2006 – Candidatura per la miglior attrice protagonista in un musical per The Pajama Game
  - 2008 – Candidatura per la miglior attrice protagonista in un musical per South Pacific
  - 2012 – Candidatura per la miglior attrice protagonista in un musical per Nice Work If You Can Get It
  - 2014 – Candidatura per la miglior attrice protagonista in un musical per The Bridges of Madison County
  - 2024 – Miglior interpretazione da protagonista in un musical per Days of Wine and Roses
- Grammy Award
  - 2013 – Candidatura per il miglior album di un musical teatrale per Nice Work If You Can Get It
  - 2016 – Candidatura per il miglior album di un musical teatrale per The King and I
  - 2025 – Candidatura per la migliore incisione di un'opera per The Hours
- Premio Emmy
  - 2018 – Candidatura per la miglior attrice in una serie televisiva short form comica o drammatica
- Laurence Olivier Award
  - 2019 – Candidatura per la migliore attrice in un musical per The King and I
- Outer Critics Circle Award
  - 2005 – Candidatura per la miglior attrice non protagonista in un musical per The Light in the Piazza
  - 2006 – Candidatura per la miglior attrice protagonista in un musical per The Pajama Game
  - 2008 – Candidatura per la miglior attrice protagonista in un musical per South Pacific
  - 2012 – Candidatura per la miglior attrice protagonista in un musical per Nice Work If You Can Get It
  - 2014 – Candidatura per la miglior attrice protagonista in un musical per The Bridges of Madison County
  - 2015 – Candidatura per la miglior attrice protagonista in un musical per The King and I
  - 2019 – Candidatura per la miglior attrice protagonista in un musical per Kiss Me, Kate
  - 2024 – Miglior interpretazione da protagonista in un musical per Days of Wine and Roses
- Drama League Award
  - 2012 – Candidatura per la miglior performance per Nice Work If You Can Get It
  - 2014 – Candidatura per la miglior performance per The Bridges of Madison County
  - 2015 – Candidatura per la miglior performance per The King and I
  - 2019 – Premio per l'eccellenza nel teatro musicale
  - 2024 – Candidatura per la miglior performance per Days of Wine and Roses
- Evening Standard Award
  - 2018 – Candidatura Miglior performance in un musical per The King and I

## Doppiatrici italiane
Nelle versioni in italiano delle opere in cui ha recitato, Kelli O'Hara è stata doppiata da:
- Laura Boccanera in Blue Bloods (ep. 2x01)
- Cristina Giolitti in Tredici
- Alessandra Korompay in The Gilded Age